# Mont lone yay baw
Mont lone yay baw (tiếng Miến Điện: မုန့်လုံးရေပေါ်; phát âm [mo̰ʊɴlóʊɴjèbɔ̀]; còn được đánh vần thành mont lone yay paw) là một món tráng miệng truyền thống của Myanmar thường gắn liền với tết té nước Thingyan.
Thành phần chính của món này bao gồm cơm nắm được làm từ bột gạo nếp, chứa đầy những miếng đường thốt nốt hoặc đường cọ dừa, và được tô điểm bằng dừa tươi bào sợi.
Nhóm cộng đồng chuẩn bị mont lone yay baw theo đúng tập tục cổ truyền tết Thingyan, và những người tổ chức tiệc tùng thường chơi khăm ai đó bằng cách nhồi một số nắm cơm với ớt thay vì đường thốt nốt. Những người cúng dường thường tặng khẩu phần mont lone yay baw mùa lễ satuditha cho khách khứa vui chơi trong tết té nước Thingyan.
Các món tráng miệng tương tự mont lone yay baw trong khu vực Đông Nam Á bao gồm onde-onde của Malaysia, klepon của Indonesia, bua loi của Thái Lan và chè thang viên của Trung Quốc.